# ديفيد غروسو
ديفيد غروسو (بالإنجليزية: David Grosso)‏ هو سياسي أمريكي، ولد في 1971 في واشنطن العاصمة في الولايات المتحدة. حزبياً، نشط في مستقل.